# Alakylä, Uleåborg
Alakylä är en tätort (finska: taajama) i Uleåborgs stad (kommun) i landskapet Norra Österbotten i Finland. Vid tätortsavgränsningen den 31 december 2021 hade Alakylä 1 467 invånare och omfattade en landareal av 9,17 kvadratkilometer.